# ألان بنغتسون
ألان بنغتسون (بالسويدية: Allan Bengtsson)‏ هو منافس ألعاب قوى سويدي، ولد في 30 يونيو 1889 في كارلسكرونا في السويد، وتوفي في 7 مايو 1955.

## وصلات خارجية
- ألان بنغتسون على موقع أوليمبيديا (الإنجليزية)
- ألان بنغتسون على موقع اللجنة الأولمبية السويدية (السويدية)